# Gothic Lolita Propaganda
Gothic Lolita Propaganda er Yōsei Teikokus første større album. Det blev udgivet d. 25. april 2007. Albummet indeholder singlerne Ashita wo Yurushite, Valkyrja, Noble Roar og Senketsu no Chikai.

## Trackliste
| Gothic Lolita Propaganda | Gothic Lolita Propaganda                     | Gothic Lolita Propaganda | Gothic Lolita Propaganda | Gothic Lolita Propaganda | Gothic Lolita Propaganda | Gothic Lolita Propaganda | Gothic Lolita Propaganda | Gothic Lolita Propaganda | Gothic Lolita Propaganda |
| #                        | Titel                                        | Længde                   |                          |                          |                          |                          |                          |                          |                          |
| ------------------------ | -------------------------------------------- | ------------------------ | ------------------------ | ------------------------ | ------------------------ | ------------------------ | ------------------------ | ------------------------ | ------------------------ |
| 1.                       | "Gothic Lolita Propaganda"                   | 6:33                     |                          |                          |                          |                          |                          |                          |                          |
| 2.                       | "Last moment"                                | 4:16                     |                          |                          |                          |                          |                          |                          |                          |
| 3.                       | "Valkyrja"                                   | 6:31                     |                          |                          |                          |                          |                          |                          |                          |
| 4.                       | "Noble Roar"                                 | 3:52                     |                          |                          |                          |                          |                          |                          |                          |
| 5.                       | "Labyrinth"                                  | 4:22                     |                          |                          |                          |                          |                          |                          |                          |
| 6.                       | "Canary"                                     | 4:57                     |                          |                          |                          |                          |                          |                          |                          |
| 7.                       | "Ashita wo Yurushite (あしたを許して)"       | 5:21                     |                          |                          |                          |                          |                          |                          |                          |
| 8.                       | "Vermilion Tiara"                            | 3:59                     |                          |                          |                          |                          |                          |                          |                          |
| 9.                       | "Fortuna"                                    | 5:26                     |                          |                          |                          |                          |                          |                          |                          |
| 10.                      | "Senketsu no Chikai (鮮血の誓い)"            | 4:15                     |                          |                          |                          |                          |                          |                          |                          |
| 11.                      | "Ira"                                        | 6:55                     |                          |                          |                          |                          |                          |                          |                          |
| 12.                      | "Kokou no Sousei (孤高の創世 Kokō no Sōsei)" | 5:09                     |                          |                          |                          |                          |                          |                          |                          |
| 13.                      | "Patriot Anthem"                             | 6:30                     |                          |                          |                          |                          |                          |                          |                          |
| 69:26                    |                                              |                          |                          |                          |                          |                          |                          |                          |                          |

## Personale
- Yui Itsuki (伊月ゆい Itsuki Yui) (vokalist)
- Takaha Tachibana (橘 尭葉 Tachibana Takaha) (guitar, keyboard)